# هالفسبوشتل
هالفسبوشتل (به آلمانی: Halvesbostel) یک شهر در آلمان است که در Hollenstedt واقع شده‌است. هالفسبوشتل ۷۱۵ نفر جمعیت دارد.